# Straßenbahnlokomotive

Dampfstraßenbahn Hamburg-Wandsbek 1878–1897: Straßenbahnlokomotive mit Doppelstockwagen

Als Straßenbahnlokomotive bezeichnet man speziell für Straßenbahnen entwickelte Lokomotiven.

## Dampfbetrieb
Bevor verlässliche elektrische Antriebe zur Verfügung standen, verwendete man bei den in den 1870er Jahren aufgekommenen Dampfstraßenbahnen – aber auch bei zahlreichen Lokal- oder Kleinbahnen – kleine, zumeist teilweise oder vollständig verkleidete Dampflokomotiven. Sie wurden auch Tramwaylokomotive, (Dampf-)Trambahnlokomotive, (Dampf-)Tramlokomotive oder Kastenlokomotive genannt und ersetzten vielerorts die damals üblichen Zugpferde, um die Leistungsfähigkeit gegenüber Pferdebahnen im Personenverkehr zu erhöhen. Vor allem Vorortstrecken beziehungsweise Überlandstraßenbahnen wurden mit solchen Maschinen betrieben. Auch nach Etablierung der elektrischen Straßenbahn spielten sie noch eine Rolle, meist auf weniger frequentierten Strecken, auf denen man zunächst die Kosten einer Elektrifizierung scheute oder die auch später nie eine Oberleitung erhielten. Viele Strecken, wie die der Frankfurter Waldbahn, wurden jedoch elektrifiziert und in das Netz elektrischer Straßenbahnlinien integriert.

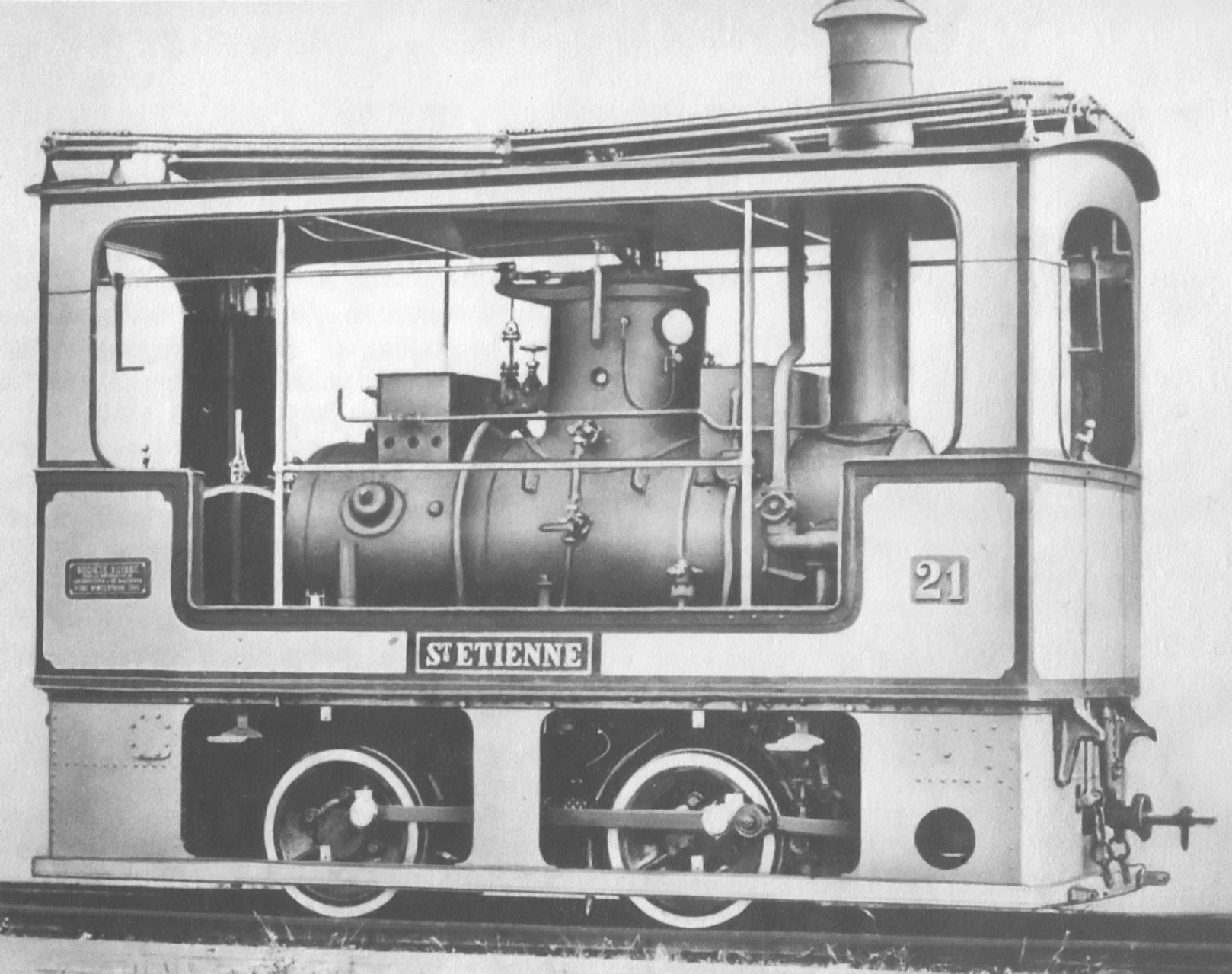
Verkleidete Straßenbahnlokomotive mit Kondensator auf dem Dach
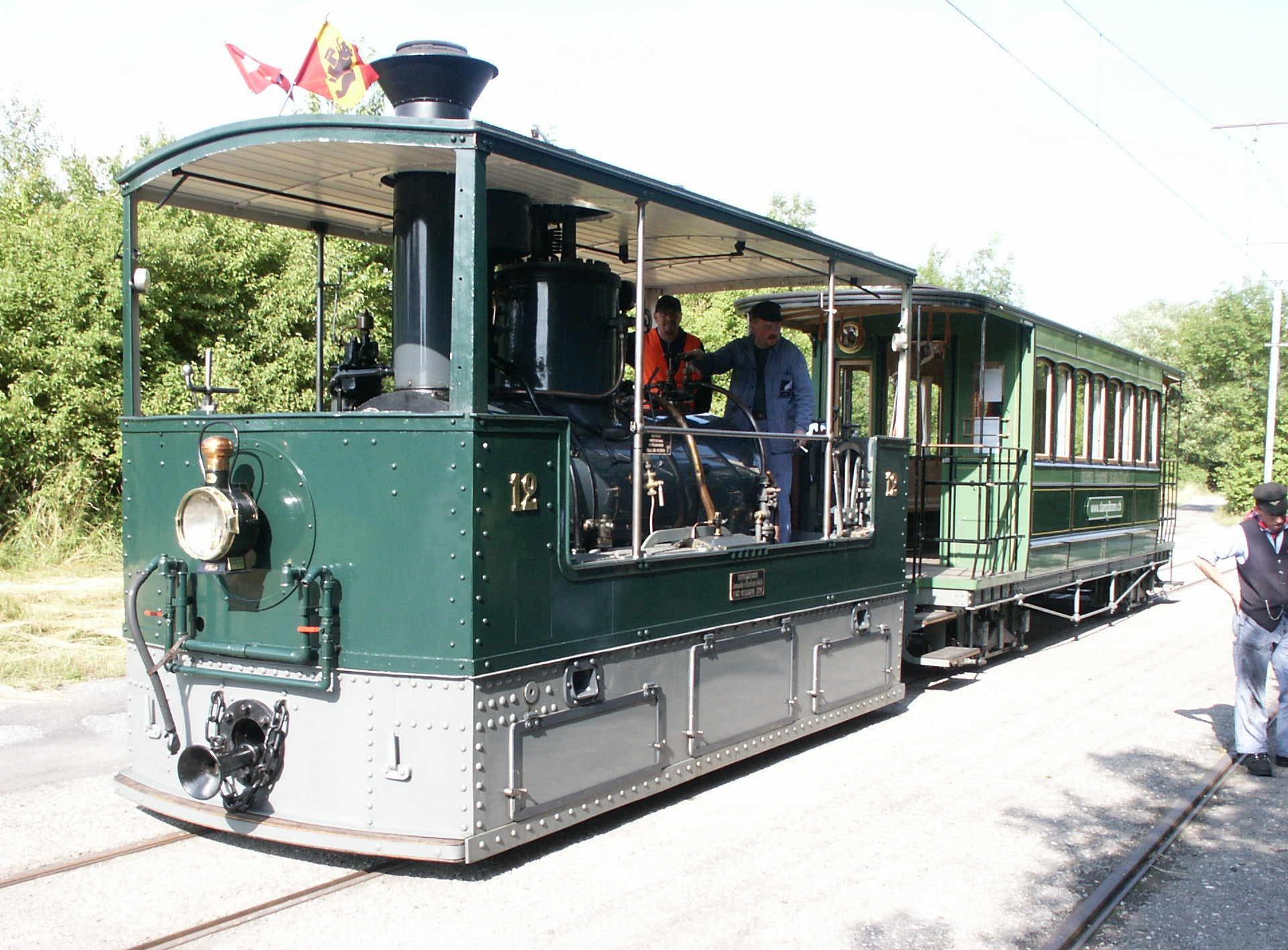
Historisches Dampftram der Strassenbahn Bern
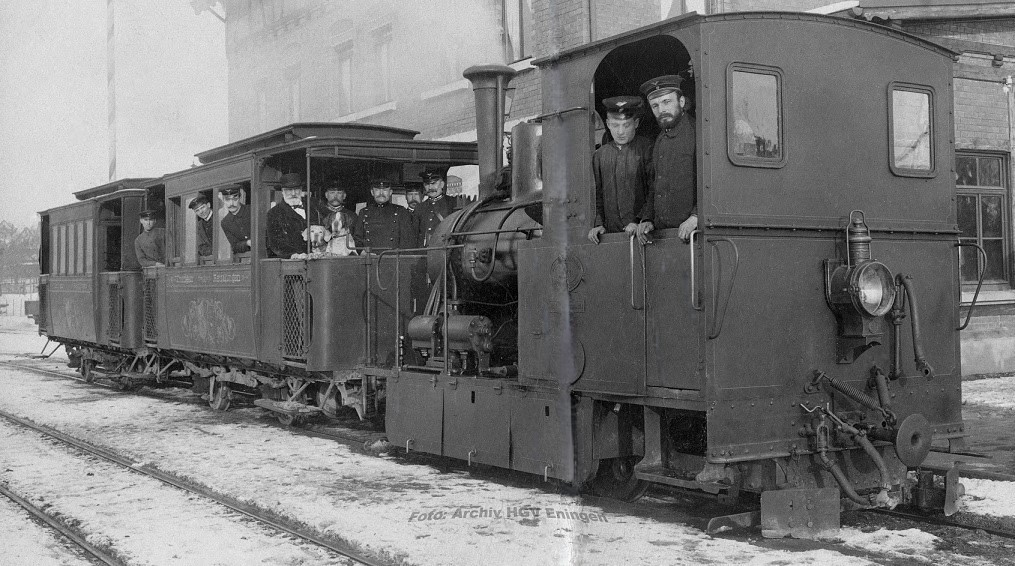
Maschine der Lokalbahn Reutlingen–Eningen: nur das Fahrwerk verkleidet
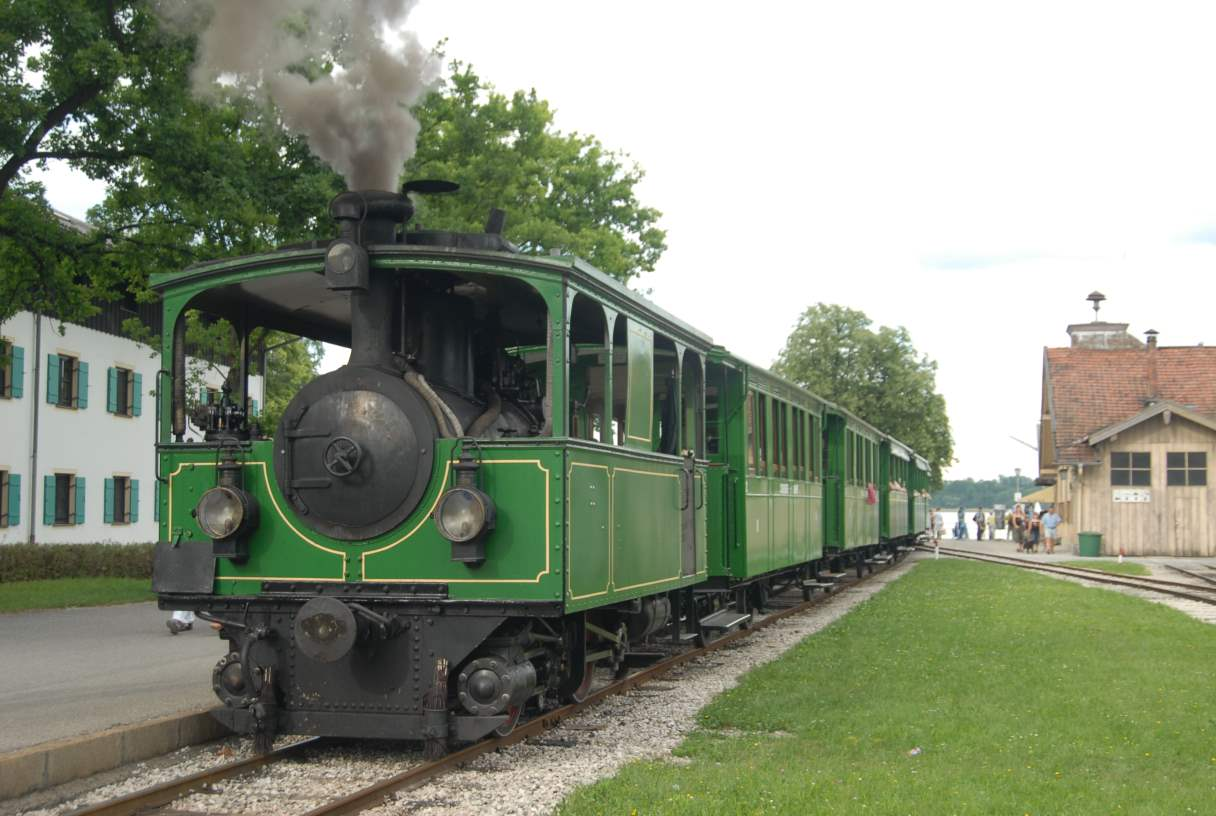
Chiemsee-Bahn mit Straßenbahnlokomotive, an Wochenenden und Feiertagen im Stundentakt

Die Verkleidung aller beweglichen Teile sollte andere Verkehrsteilnehmer wie Fußgänger vor schweren Verletzungen bei Unfällen schützen. Außerdem verhinderte sie das Scheuen von Pferden und schützte das Getriebe vor Schmutz und Staub auf den damals üblichen Natur- und Makadamstraßen. Oft gab es auf Straßenbahnlokomotiven keinen Heizer, das heißt, sie wurden vom Triebfahrzeugführer im Einmannbetrieb bedient. Die kurzen Achsstände gewährleisteten auch das Befahren enger Kurven in Stadtzentren. Oft verwendete man aus Platzgründen Stehkessel.
Die Verkleidung behinderte mitunter die Wartung. Darum wurde sie bei einigen Lokomotiven teilweise wieder entfernt.
Bereits 1884 fuhr außerdem bei der Straßenbahn Aachen eine feuerlose Natronlokomotive. Versuchsweise war diese auch in Berlin-Charlottenburg im Einsatz.
Auf Touristen- und Museumsbahnen stehen einzelne Dampftramwaylokomotiven für die Beförderung von Fahrgästen noch heute in Betrieb, zum Beispiel bei der Museumsbahn Blonay–Chamby, der Chiemsee-Bahn, der Museumseisenbahn Bruchhausen-Vilsen–Asendorf oder bei der Stoomtram Hoorn–Medemblik in den Niederlanden.

## Verbrennungsmotor

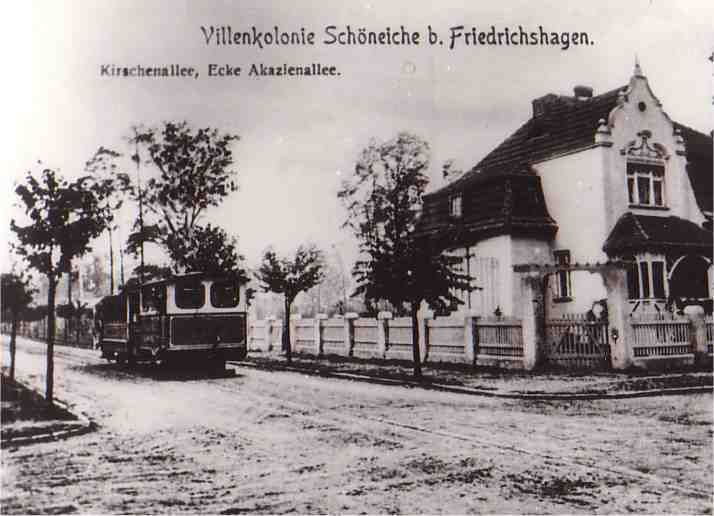
Straßenbahnlokomotive mit Verbrennungsmotor bei der Straßenbahn Schöneiche bei Berlin

In der Tradition der dampfbetriebenen Straßenbahnlokomotiven stand noch der Einsatz der Benzol-Lokomotive bei der Straßenbahn Schöneiche bei Berlin um 1910.

## Elektrischer Betrieb
Mit der Etablierung des elektrischen Antriebs bei Straßenbahnen setzte man kurze zwei- oder vierachsige Elektrolokomotiven ein, um – auf schmalspurigen Netzen auch mittels Rollwagen oder Rollböcken – Güterwagen an Industriekunden innerhalb des Stadtgebiets zustellen und abholen zu können. Diese Güterstraßenbahn-Maschinen hatten meist einen Mittelführerstand und schräge, nach vorne abfallende Vorbauten. Diese Konstruktion ermöglichte dem Lokführer auch bei Rangierfahrten eine Rundumsicht und einen freien Blick auf den übrigen Verkehr. Zudem entfiel bei Fahrtrichtungsänderungen – die im Straßenbahngüterverkehr recht häufig waren – der Führerstandswechsel.
Vereinzelt beförderten solche Maschinen auch Lokal- oder Kleinbahnzüge innerhalb von Stadtgebieten, etwa bei der Straßenbahn Pforzheim oder der Preßburger Bahn. Zudem dienten sie oft als Zuglokomotiven für dienstinterne Arbeitszüge.

Elektrische Güterlokomotive der Straßenbahn Miskolc in seltener Bauausführung als Kastenlokomotive mit Mittelführerstand
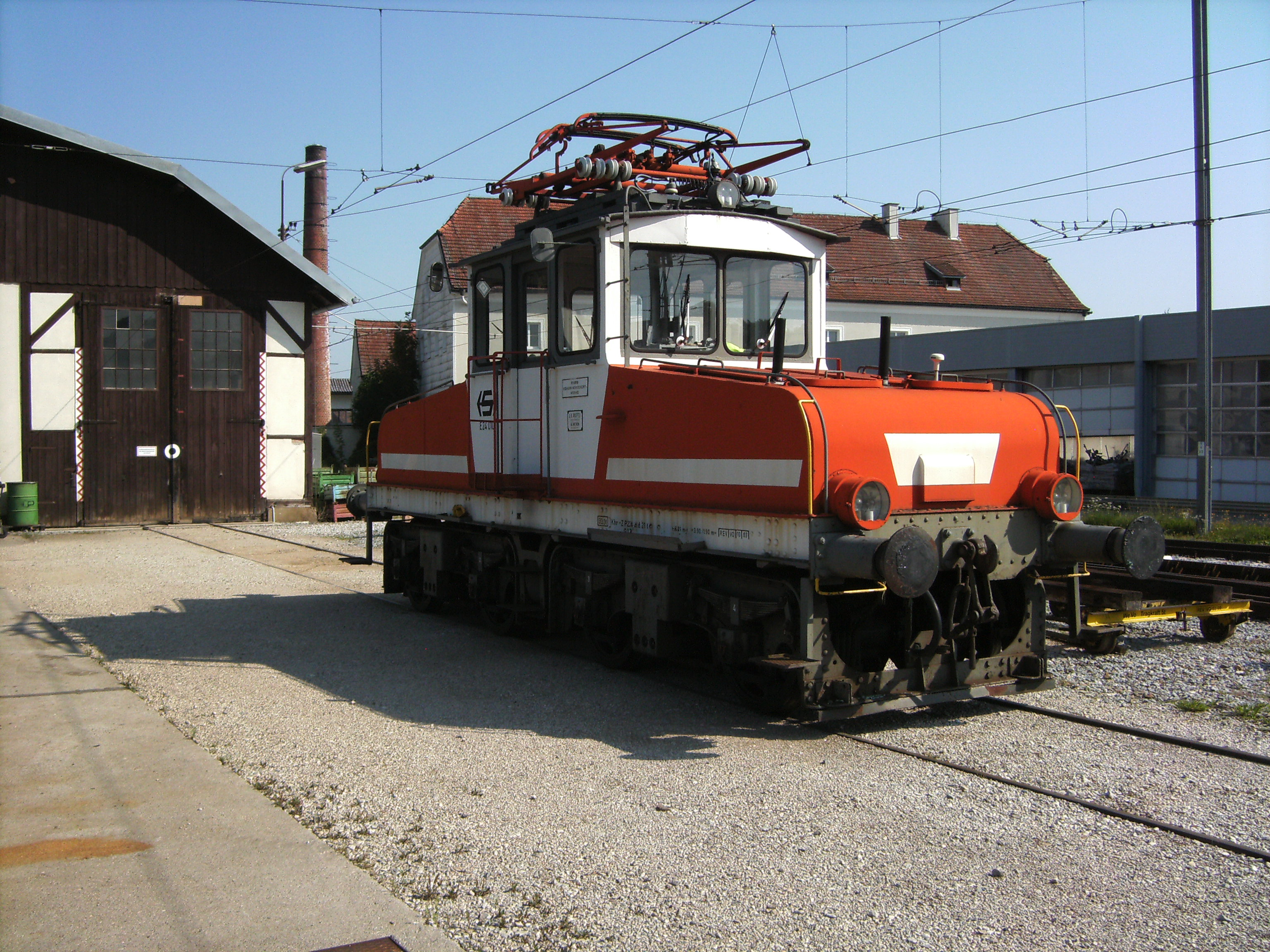
Ehemalige Straßenbahnlokomotive der Wuppertaler Stadtwerke, bis 2023 bei der Lokalbahn Lambach–Vorchdorf-Eggenberg im Einsatz, inzwischen Denkmal in Wuppertal.
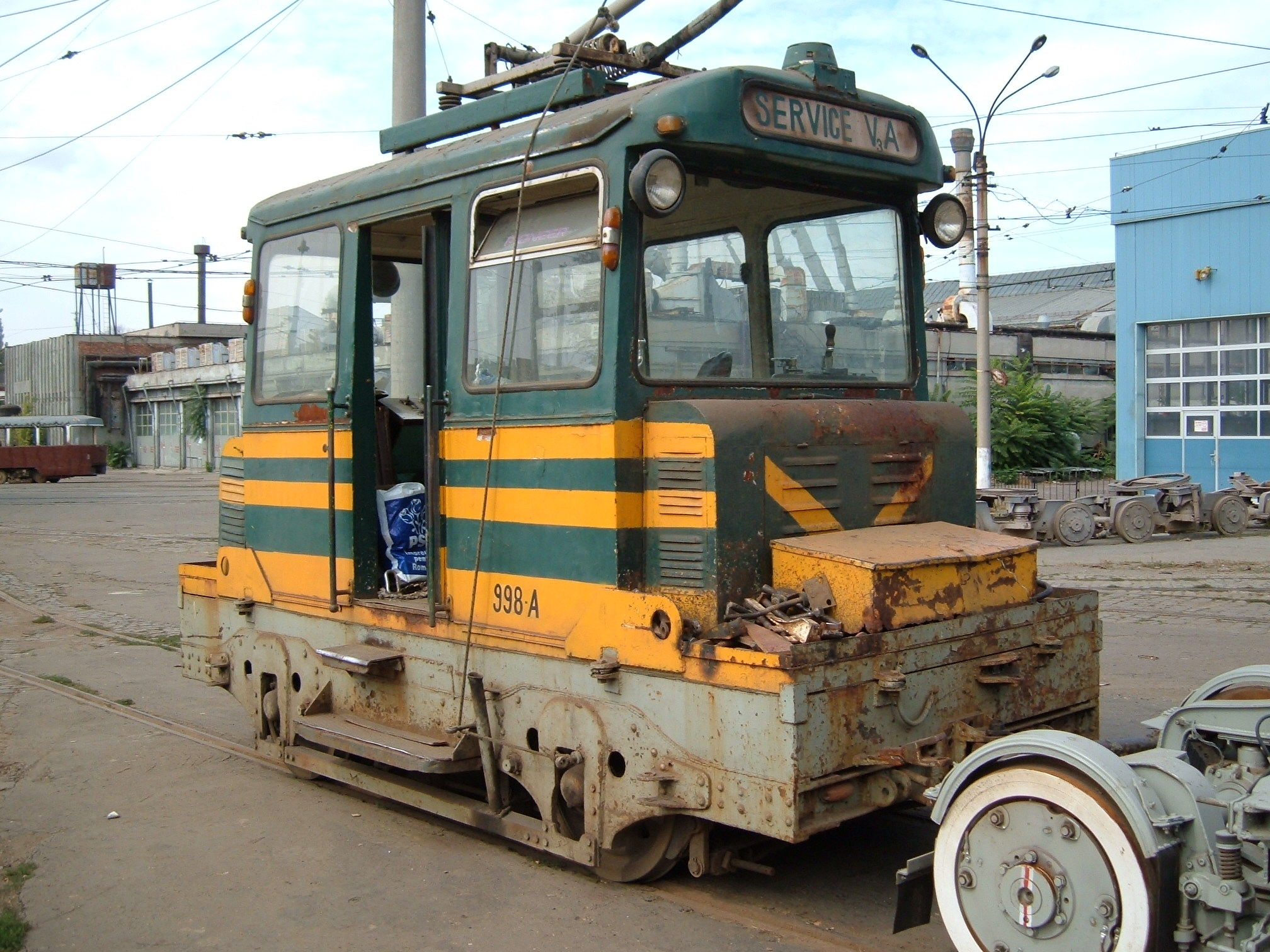
Eine „Măgăruş“ („Eselchen“) genannte Kleinlokomotive der Straßenbahn Bukarest, 2006
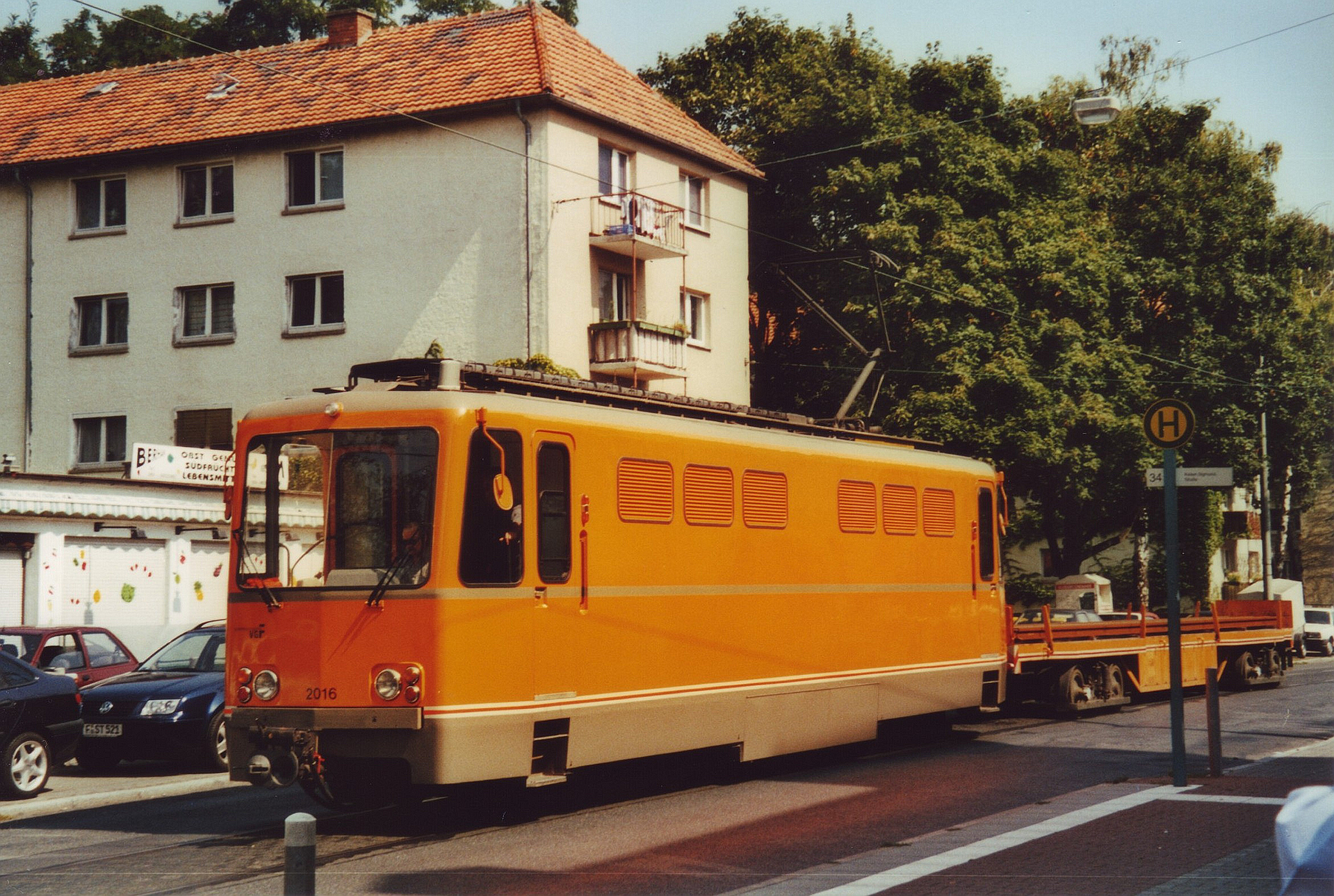
Die vierachsige Lokomotive 2016 der Straßenbahn Frankfurt am Main dient der Bespannung von dienstinternen Arbeitszügen